# 경종 (고려)
경종(景宗, 955년 11월 9일(음력 윤 9월 22일) ~ 981년 8월 13일(음력 7월 11일))은 고려 제5대 국왕(재위: 975년 ~ 981년)이다.
휘는 주(伷), 자는 장민(長民), 묘호는 경종(景宗), 시호는 지인성목명혜순희정효공의헌화대왕(至仁成穆明惠順熙靖孝恭懿獻和大王)이고 능호는 영릉(榮陵)이다. 광종과 대목왕후(大穆王后) 

## 생애

### 치세
975년 광종의 뒤를 이어 즉위하였다. 재위 초기에는 975년에서 976년까지 1년간 호족 출신 정치가 왕선(王詵)이 대리청정을 맡았다. 그러나 왕선이 권력을 남용하고 횡포를 자행하자 왕선의 대리청정 실권을 박탈시키고 축출 처분, 원로대신이었던 최승로에게 976년에서 977년까지 1년간 대리청정을 임명하였고 이후 977년에서 981년 사촌 아우 개령군 왕치에게 선위할 때까지 친정하였다.

### 등극 이후와 말년
재위기 초반에는 광종 당시 수감되었던 정치범을 석방하고 억울함을 호소하는 자들의 죄를 씻어주었으면서도 광종의 치적을 부정하는 주장에는 단호하게 대응하였다. 또한 보복법이라는 것을 제정하여 모함을 당한 사람들이 무고자를 찾아 고발하거나 처벌하는 제도를 신설하였는데, 이 과정에서 태조의 서자이자 유력 왕위 계승자였던 효성태자와 원녕태자가 살해되는 사태가 발생하였다. 이후 경종은 보복법을 취소하였다.
광종 생존 당시 광종의 명으로 경순왕의 딸 헌숙왕후 김씨와 결혼하였다. 즉위 후인 975년, 장인인 경순왕을 상보로 책봉하면서 작위를 정승공(政丞公)에서 낙랑왕(樂浪王)으로 높이고 식읍을 하사하였다. 이어 광종의 명에 의해 헌애왕후 황보씨, 헌정왕후 황보씨 자매와 결혼하였고 헌애왕후로부터는 아들 목종을 얻었다.
나중에는 정사를 멀리 하고 오락과 음탕한 생활에 빠져 지냈다. 980년 최지몽이 왕승의 모반을 예언하여 이를 믿고, 모반을 막고자 왕승 등을 처형하였다. 981년 7월 병세가 위독해지자 장남인 개령군 왕송(王訟, 목종)에게 양위하려 했으나 어린 아들을 세우면 왕위가 찬탈당할 것을 우려하여 사촌동생이며 매제이자 처남인 개령군 왕치(王治, 성종)에게 양위하였으며 같은 해 8월에 향년 27세를 일기로 병사하였다. 능은 경기도 개풍군에 위치한 영릉(榮陵)이다.

## 업적
전시과(田柴科)를 제정하여 고려의 토지제도의 시초를 마련하였다. 송나라와의 우호관계를 돈독히 하여 사신의 왕래가 잦았다.

## 가족 관계
|                 |                             | 출생                                            | 사망                                                      |
| --------------- | --------------------------- | ----------------------------------------------- | --------------------------------------------------------- |
| 고려 제5대 국왕 | 경종 헌화대왕 景宗 獻和大王 | 955년 11월 9일 (음력 윤9월 22일) 고려 개경 정전 | 981년 8월 13일 (음력 7월 11일) (25세) 고려 개경 본궁 정침 |

|    |                                 | 생몰년        | 부모                                          | 비고       |
| -- | ------------------------------- | ------------- | --------------------------------------------- | ---------- |
| 부 | 광종 光宗                       | 925년 - 975년 | 태조 太祖 신명순성왕후 유씨 神明順成王后 劉氏 | 제4대 국왕 |
| 모 | 대목왕후 황보씨 大穆王后 皇甫氏 | 미상          | 태조 太祖 신정왕후 황보씨 神靜王后 皇甫氏     |            |

|       | 시호                                                  | 생몰년                               | 부모                                     | 비고          |
| ----- | ----------------------------------------------------- | ------------------------------------ | ---------------------------------------- | ------------- |
| 제1비 | 헌숙왕후 김씨 獻肅王后 金氏                           | 미상                                 | 경순왕 敬順王 낙랑공주왕씨               |               |
| 제2비 | 헌의왕후 유씨 獻懿王后 劉氏                           | 미상                                 | 문원대왕 文元大王 문혜왕후 유씨 文惠王后 |               |
| 제3비 | 헌애왕후 황보씨 獻哀王后 皇甫氏 천추태후 千秋太后     | 964년 - 1029년                       | 대종 戴宗 선의왕후 宣義王后 劉氏         | 성종의 여동생 |
| 제4비 | 헌정왕후 황보씨 獻貞王后 皇甫氏 효숙왕태후 孝肅王太后 | 960년 이전 - 992년 960년이전 - 993년 | 대종 戴宗 선의왕후 유씨 宣義王后 劉氏    | 성종의 여동생 |

| 작호 | 작호                            | 생몰년 | 부모                                | 비고 |
| ---- | ------------------------------- | ------ | ----------------------------------- | ---- |
| 부인 | 대명궁부인 유씨 大明宮夫人 柳氏 | 미상   | 원장태자 元莊太子 흥방궁주 興芳宮主 |      |

### 왕자
|   |           | 이름  | 생몰년         | 생모            | 배우자                      | 비고       |
| - | --------- | ----- | -------------- | --------------- | --------------------------- | ---------- |
| 1 | 목종 穆宗 | 송 誦 | 980년 - 1009년 | 헌애왕후 황보씨 | 선정왕후 유씨 宣正王后 劉氏 | 제7대 국왕 |

|}

## 대중 문화속에 나타나는 경종
- 《제국의 아침》, KBS, 2002년, 배우
- 《천추태후》, KBS, 2009년, 배우 : 최철호, 차재돌
- 《달의 연인 : 보보경심 려》, SBS, 2016년